# Agathotoma aculea
Agathotoma aculea é uma espécie de gastrópode da família Conidae.